# Paul Brumer
Paul Brumer (1945, Nueva York) es un fisicoquímico y educador estadounidense radicado en Canadá. Se desempeña como profesor de química en la Universidad de Toronto. Fue elegido miembro de la Sociedad Estadounidense de Física en 1993 por "el desarrollo de la dinámica cuántica y clásica de moléculas aisladas y el control coherente de las reacciones químicas."

## Biografía

### Primeros años
Nació en el distrito neoyorquino de Brooklyn, Estados Unidos. Se graduó del Brooklyn College con una licenciatura en 1966. En 1972 recibió su doctorado en la Universidad de Harvard con el más tarde premio Nobel de química Martin Karplus con una tesis titulada Structure and Collision Complex Dynamics of Alkali Halide Dimers (Estructura y dinámica de complejos de colisión de dímeros de haluros alcalinos). Como investigador postdoctoral, trabajó con Raphael Levine y Alexander Dalgarno en el Centro de Astrofísica de Harvard, donde impartió conferencias sobre astronomía.

### Carrera
En 1975 se trasladó al Departamento de Química de la Universidad de Toronto. En sus primeros trabajos científicos, abordó diferentes aspectos de la descripción mecánica clásica y cuántica de la dinámica de las reacciones químicas. Además de vincular la dinámica caótica clásica y el comportamiento estadístico en las reacciones químicas, utilizó métodos teóricos para investigar la ocurrencia del caos cuántico con dichas reacciones. Publicó su trabajo más conocido y más citado con Moshe Shapiro y colaboradores sobre la teoría del control láser de reacciones químicas, también conocido como control coherente de reacciones químicas. Se trata del control de reacciones químicas con luz coherente con el objetivo de obtener el máximo rendimiento de la reacción.
En 1993 se convirtió en miembro electo de la Sociedad Estadounidense de Física. Fue elegido miembro de la Real Sociedad Canadiense en 1994. Recibió el Premio Memorial Izaak Walton Killam en 2000 por su trabajo en física química.

## Publicaciones seleccionadas
Libros de texto
- Shapiro, Moshe; Brumer, Paul (2003). Principles of the Quantum Control of Molecular Processes. Wiley-Interscience. Bibcode:2003pqcm.book.....S. ISBN 978-0-471-24184-3. OCLC 1024169461.
- Shapiro, Moshe; Brumer, Paul (2012). Quantum Control of Molecular Processes (2 edición). John Wiley & Sons. ISBN 978-3-527-40904-4. OCLC 1042141617.

Artículos
- Brumer, P.; Karplus, M. (1973). «Perturbation theory and ionic models for alkali halide systems. I Diatomics». The Journal of Chemical Physics 58 (9): 3903-3918. Bibcode:1973JChPh..58.3903B. doi:10.1063/1.1679747.
- Jaffé, Charles; Brumer, Paul (1980). «Local and normal modes: A classical perspective». The Journal of Chemical Physics 73 (11): 5646-5658. Bibcode:1980JChPh..73.5646J. doi:10.1063/1.440041.
- Shapiro, Moshe; Brumer, Paul (1986). «Laser control of product quantum state populations in unimolecular reactions». The Journal of Chemical Physics 84 (7): 4103-4104. Bibcode:1986JChPh..84.4103S. doi:10.1063/1.450074.
- Brumer, Paul; Shapiro, Moshe (1986). «Control of unimolecular reactions using coherent light». Chemical Physics Letters 126 (6): 541-546. Bibcode:1986CPL...126..541B. doi:10.1016/S0009-2614(86)80171-3.
- Brumer, Paul; Shapiro, Moshe (1989). «Coherence chemistry: controlling chemical reactions [with lasers]». Accounts of Chemical Research 22 (12): 407-413. doi:10.1021/ar00168a001.
- Brumer, Paul; Shapiro, Moshe (1992). «Laser Control of Molecular Processes». Annual Review of Physical Chemistry 43 (1): 257-282. Bibcode:1992ARPC...43..257B. PMID 18397166. doi:10.1146/annurev.pc.43.100192.001353.
- Shapiro, Moshe; Brumer, Paul (2003). «Coherent control of molecular dynamics». Reports on Progress in Physics 66 (6): 859-942. Bibcode:2003RPPh...66..859S. doi:10.1088/0034-4885/66/6/201.
- Collini, Elisabetta; Wong, Cathy Y.; Wilk, Krystyna E.; Curmi, Paul M. G.; Brumer, Paul; Scholes, Gregory D. (2010). «Coherently wired light-harvesting in photosynthetic marine algae at ambient temperature». Nature 463 (7281): 644-647. Bibcode:2010Natur.463..644C. PMID 20130647. doi:10.1038/nature08811.